# Mont Pelée
De Mont Pelée (Frans: Montagne Pelée, Engels: Mount Pelée) is een actieve vulkaan van 1397 meter hoog op het Caraïbische eiland Martinique.
De grote uitbarsting van 8 mei 1902 verwoestte de toenmalige belangrijkste stad Saint-Pierre volledig; de gehele bevolking van de stad en directe omgeving (30.000 inwoners) kwam op 3 personen na om, voornamelijk ten gevolge van gloedwolken.
De overlevenden waren Léon Compère-Léandre die naar Fonds-Saint-Denis kon vluchten, het meisje Havivra Da Ifrile die in een grot was gezwommen, en de gevangene Louis-Auguste Cyparis die in een isoleercel was opgesloten. Cyparis werd gratie verleend, en ging voor het Barnum and Bailey Circus werken waar hij zijn verhaal vertelde en littekens toonde.
De laatste uitbarstingen dateren van 1929 en 1932. Ook toen waren er gloedwolken, maar aanzienlijk minder ernstig.

## Historische foto's

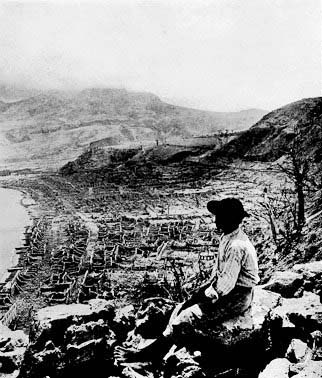
De overblijfselen van Saint-Pierre na de uitbarsting van Mont Pelée in 1902.
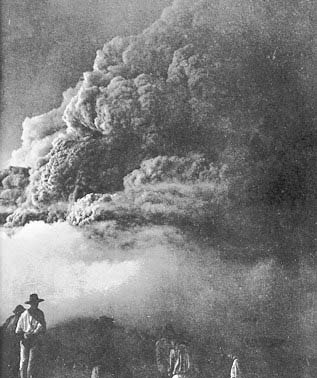
Aswolken boven Mont Pelée tijdens de uitbarsting in 1902.
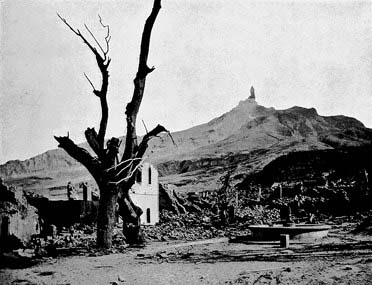
Uitzicht op Mont Pelée na de uitbarsting in 1902.
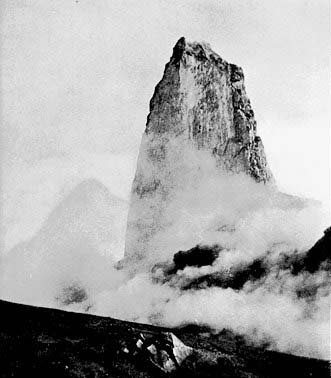
De top van Mont Pelée na de uitbarsting in 1902.
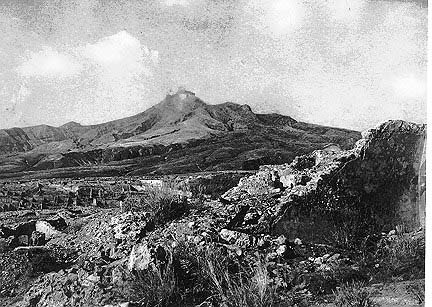
Uitzichtsfoto van Mont Pelée na de uitbarsting in 1902.
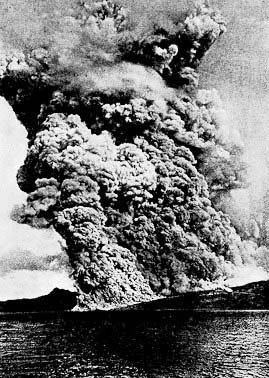
Saint-Pierre werd verwoest door diverse gloedwolken uit de Mont Pelée, waarvan er hier een is te zien.